# The Mission (film)
Pour les articles homonymes, voir The Mission.
Ne doit pas être confondu avec le film britannique Mission, sorti en 1986.
Pour plus de détails, voir Fiche technique et Distribution.
The Mission (鎗火, Cheung fo) est un film hongkongais réalisé par Johnnie To, sorti en 1999.

## Synopsis
Monsieur Lung, un chef de triade respecté, vient tout juste d'échapper à un assassinat qui le visait, dans le restaurant de Gros Cheung, le Superbowl. Afin de jouer la carte de la discrétion pour retrouver le commanditaire de cette tentative de meurtre, il décide de se passer de son bras droit, Frank, et fait appel à Curtis, un de ses anciens hommes de main devenu depuis simple coiffeur. Lorsque celui-ci arrive au bureau de Lung, il se voit chargé d'une importante mission : suivre le parrain nuit et jour. Pour ce faire, il devra faire équipe avec d'autres cracks : son ami James, Mike, ainsi que Roy et son jeune protégé Shin. Mais après une nouvelle tentative d'assassinat qu'ils font échouer de justesse, des tensions naissent dans le groupe.

## Fiche technique
- Titre : The Mission
- Titre original : 鎗火 (Cheung fo)
- Réalisation : Johnnie To
- Scénario : Yau Nai-hoi
- Production : Johnnie To et Christina K.Y. Lee
- Société de production : Milkyway Image
- Musique : Chung Chi-wing
- Photographie : Cheng Siu-keung
- Montage : Chan Chi-wai
- Direction artistique : Jerome Fung
- Pays d'origine : Hong Kong
- Format : Couleurs - 2,35:1 - Dolby Digital - 35 mm
- Genre : Action
- Durée : 81 minutes
- Dates de sortie : 19 novembre 1999 (Hong Kong), 22 août 2001 (France)

## Distribution
- Anthony Wong : Curtis
- Francis Ng : Roy
- Jackie Lui : Shin
- Roy Cheung : Mike
- Lam Suet : James
- Simon Yam : Frank
- Wong Tin-lam : Gros Cheung
- Eddy Ko : Lung
- Elaine Eca Da Silva : la femme de Lung
- Keiji Sato : le tueur au fusil de précision

## Distinctions
- Prix du meilleur réalisateur, meilleur film et meilleur second rôle masculin (Roy Cheung), lors des Golden Bauhinia Awards en 2000.
- Prix du meilleur acteur (Francis Ng) et du meilleur réalisateur, lors du Golden Horse Film Festival 2000.
- Nominations pour le prix des meilleures chorégraphies (Cheng Ka-sang), meilleur montage (Chan Chi-wai), meilleure musique, meilleur film et meilleur second rôle masculin (Lam Suet), lors des Hong Kong Film Awards 2000.
- Prix du meilleur réalisateur, lors des Hong Kong Film Awards en 2000.
- Prix du meilleur réalisateur et meilleur film, lors des Hong Kong Film Critics Society Awards en 2000.